# Casa Vilaró (Mollerussa)
La Casa Vilaró és un monument del municipi de Mollerussa (Pla d'Urgell) inclòs en l'Inventari del Patrimoni Arquitectònic de Catalunya.
L'edifici presenta una distribució simètrica en tots els seus components. S'organitza en tres cruixies traduïdes a la façana, en la qual, la cruixia central sobresurt de les laterals, adquirint així més importància. La separació dels pisos o nivells queda reflectida a la façana mitjançant la utilització de frisos. Amb aquests la separació de la planta, el pis i les golfes queda ben palesa. La cruixia central està composta d'una porta (primer nivell), tres balcons (al pis) amb el central amb barana de pedra, i dues finestres geminades amb mainell d'arc de mig punt peraltat (golfes). Tots els elements d'obertura, porta, balcons i finestres, estan emmarcats en un llindar amb arc escarser. La planta de l'edifici és quadrangular. A la part superior, i sortint de les façanes laterals, hi ha un cos rectangular amb coberta a tres aigües i amb forma romboïdal. La inclinació és acusada, corbant-se als extrems. Cal destacar el treball de forja de les balconades laterals, decorades amb motius geomètrics.
L'edifici es va construir entre finals del segle xix i principis del segle xx. Les seves funcions era albergar-hi les oficines dels caps de l'explotació de la Societat del Canal d'Urgell. Durant la guerra civil va ser lloc de reunió del Sindicat UGT, que van realitzar una vaga a la Casa Canal durant el mes de juny de 1936 i durant la guerra es van apropiar de la casa. Fins aquelles dates era coneguda com a Casa Xalet i després de la guerra va ser coneguda com a Casa Vilaró, atès que, Llorenç Vilaró, cap de l'explotació durant el primer franquisme i tenia el seu despatx.
L'edifici es va mantenir en propietat de la Societat Canal d'Urgell fins a l'any 1975, quan aquesta torre modernista va passar a ser la seu de l'associació ACUDAM.